# 大分姉妹
大分姉妹（おおいたしまい）は、きよ香（姉）とあき香（妹）による双子姉妹歌手グループ。大分県速見郡日出町出身。レオ音工音楽事務所所属。毎週、巣鴨駅前などで路上ライブを行っている。

## 概要
歌手を目指し大分から上京。美川憲一の曲も手がけたことのある作曲家川村こうしんと作詞家塩沢和美に師事している。2005年から、ほぼ毎週土曜日夕方に、巣鴨駅をはじめとするターミナル駅前での路上ライブを行っている（2008年2月現在）。
所属事務所では、2人のうたう歌をポップス歌謡（POPS-KAYO）と名づけている。双子ならではのハーモニーが持ち味で、姉のきよ香が高音部を、妹のあき香が低音部を担当している。
歌で飲酒運転の撲滅を訴えており、千葉県市原市にある交通刑務所の慰問も行った。また、2007年6月には、署長が大分県警の飲酒運転撲滅ソングを姉妹に送ったことが縁で、二人の出身地である大分県速見郡日出町にある日出警察署を訪れた。
大分姉妹という芸名は、出身地にちなんで付けられた。

## プロフィール

### きよ香
- 姉
- 血液型：A型
- 趣味：料理、お菓子作り
- 得意な料理・お菓子：和食、クッキー
- 好きな音楽：歌謡曲、洋楽、クラシック
- 好きな歌手：ザ・ピーナッツ、中森明菜

### あき香
- 妹
- 血液型：A型
- 趣味：料理、お菓子作り
- 得意な料理・お菓子：和食、ケーキ
- 好きな音楽：歌謡曲、洋楽、クラシック
- 好きな歌手：ザ・ピーナッツ、中森明菜

## 代表曲
- 交通安全の歌 - 作詞 塩沢和美、作曲 川村こうしん、編曲 伊戸のりお
- 巣鴨ソング
- 信濃路の秋 - 作詞 塩沢和美、作曲 川村こうしん、編曲 伊戸のりお
- 歯みがきの歌 - 作詞 塩沢和美、作・編曲 川村こうしん
- 鶴御崎（つるみざき）ブルース - 作詞 塩沢和美、作・編曲 川村こうしん、補編曲 堀内太郎
- 過去の人 - 作詞 塩沢和美、作・編曲 川村こうしん

## 主な活動

### テレビ出演
- ワイド!スクランブル（テレビ朝日） 2006年11月21日
- アサデス。KBC（九州朝日放送） 2007年1月10日
- NEWSリアルタイムリアル目線（日本テレビ） 2007年5月24日
- ザ・ワイド（日本テレビ・読売テレビ） 2007年6月12日
- かぼすタイム（大分放送） 2007年9月22日
- ラジかるッ（日本テレビ） 2007年11月8日

### ラジオ出演
- 大沢悠里のゆうゆうワイド（TBSラジオ） 2005年9月6日[2]

### 雑誌・新聞掲載
- アエラ 2006年11月6日号
- 産経新聞（全国版） 2007年1月9日[3]
- 月刊PLAYBOY 2007年2月号 - 同じ大分県出身の千葉ロッテマリーンズの大塚明が雑誌を見たことを自身のブログで取り上げている[4]。
- 月刊サイゾー 2007年4月号

### 一日署長
- 成城警察署（東京都世田谷区） 2007年5月10日 - 全国交通安全運動前日イベント[5]
- 日出警察署（大分県速見郡日出町） 2007年9月24日